# Kardinalska imenovanja pape Pavla IV.
Papa Pavao IV. za vrijeme svoga pontifikata (1555. – 1559.) održao je 4 konzistorija na kojima je imenovao ukupno 19 kardinala.

## Konzistorij 7. lipnja 1555. (I.)
1. Carlo Carafa, nećak Njegove Svetosti, rimski klerik[a]

## Konzistorij 20. prosinca 1555. (II.)
1. Juan Martínez Silíceo, toledski nadbiskup, Španjolska
2. Gianbernardino Scotti, Theat., tranijski nadbiskup
3. Diomede Carafa, rođak Njegove Svetosti, arianski biskup
4. Scipione Rebiba, motulanski biskup i rimski guverner
5. Jean Suau, biskup Mirepoixa, Francuska
6. Johann Gropper, dekan prvostolne crkve u Kölnu
7. Gianantonio Capizucchi, saslušatelj kauza pri Roti Apostolske palače

## Konzistorij 15. ožujka 1557. (III.)
1. Taddeo Gaddi, nadbiskup Cosenze
2. Antonio Trivulzio, mlađi, tulonski, Francuska
3. Lorenzo Strozzi, bezierski biskup, Francuska
4. Virgilio Rosario, biskup Ischije, rimski vikar
5. Jean Bertrand, senski nadbiskup, Francuska
6. Michele Ghislieri, O.P., nepijski biskup[b]
7. Clemente d'Olera, O.F.M.Obs., generalni superior svoga reda
8. Alfonso Carafa, pranećak Njegove Svetosti, napuljski klerik
9. Vitellozzo Vitelli, izabrani biskup Citta di Castella
10. Giovanni Battista Consiglieri, rimski klerik

## Konzistorij 14. lipnja 1557. (IV.)
1. William Peto, O.F.M.Obs., biskup Salisburyja, Engleska